# 사카이미나토시
사카이미나토시(일본어: 境港市)는 일본 돗토리현 서부의 시이다.
산인 지방 최대의 수산 도시이며, 백사청송(白砂青松)이 계속되는 유미가하마 반도는 동남쪽으로 우뚝 솟아 있는 다이센산을 배경으로 풍광이 맑고 아름다워 "일본의 백사청송 100선"과 "일본의 물가 100선"으로 선정되었다.
도시 전체가 게게게의 키타로를 이용해서 관광객을 유치하고 있다. 사카이미나토역 근처 상점가만 가도 캐릭터 동상 관련 상품 등을 쉽게 볼 수 있다. 또한 사카이미나토역의 애칭은 게게게의 키타로에 나오는 키타로역이다. 이 역뿐만 아니라 사카이선의 모든 역들이 게게게의 키타로에 나오는 등장인물의 이름을 애칭으로 삼고 있다. 게게게의 키타로에 묻혀서 그렇지 해산물로도 유명하며, 물고기 박물관과 해산물 동상들도 볼 수 있다.

## 지리
대사주가 있는 유미가하마 반도의 북단에 위치하고 세 방면으로 나카우미호와 동해, 이들을 연결하는 사카이 수도에 둘러싸여 있다. 사카이 수도를 사이에 두고 에지마 대교를 건너 시마네현 마쓰에시와 접한다. 사주상에 있는 도시라 평균 고도가 2m로 매우 평탄하다.

## 인접한 자치체
- 돗토리현 요나고시
- 시마네현 마쓰에시

## 역사
율령제 하에서는 호키국 아이미군에 속했다. 난보쿠초 시대에는 야마나씨의 영토였고 무로마치 시대에는 아마고씨가 대두해 오닌의 난 때 야마나씨와 대립하였다. 센고쿠 시대에는 모리씨가 진출하면서 수군의 거점이 되었다.
에도 시대에는 돗토리번에 속했고 메이지 시대 이후에는 동해 항로의 요충지로 번창하였으며 1896년에 무역항으로 지정되어 한반도의 부산, 인천, 원산과의 대륙 무역도 행해졌다. 수산 자원 덕분에 동해 연안의 유수한 항구로 약진하였고 1946년에는 일본의 중요 항만으로 지정되었다. 1966년에는 사카이미나토의 배후지 일대가 나카우미 지구 신산업도시로 지정되어 임해형 공업개발의 거점적 성격이 강하게 나타나고 있다. 최근에는 환동해시대의 한 축을 담당하는 국제 무역항으로의 정비 확충이 착실히 진행되고 있다.
- 1889년 12월 - 정촌제 시행으로 사카이정, 와타리촌, 아가리미치촌, 도노에촌, 시모하마촌, 나카하마촌이 탄생하였다.
- 1954년 8월 - 6개 정촌이 합병해 사카이미나토정이 성립하였다.
- 1956년 4월 - 시로 승격해 사카이미나토시가 되었다.

## 교통

### 도로
- 국도 제431호선 (일본)(일본어판)

### 철도
- 서일본 여객철도 사카이선
  - 요나고 공항역 - 나카하마역 - 다카마쓰초역 - 아마리코역 - 아가리미치역 - 바바사키초역 - 사카이미나토역

### 공항
- 미호 비행장

### 배
- 사카이항이 있으며, 사카이미나토항 국제여객터미널에서 동해항과 블라디보스토크항 3항로로 연결되어 있다. 자세한 사항은 DBS크루즈훼리 문서 참조.

## 인구
| 연도 | 인구   | ±%     |
| ---- | ------ | ------ |
| 1920 | 21,199 | —      |
| 1930 | 24,267 | +14.5% |
| 1940 | 22,386 | −7.8%  |
| 1950 | 29,746 | +32.9% |
| 1960 | 32,714 | +10.0% |
| 1970 | 34,145 | +4.4%  |
| 1980 | 38,278 | +12.1% |
| 1990 | 37,282 | −2.6%  |
| 2000 | 36,843 | −1.2%  |
| 2010 | 35,219 | −4.4%  |

## 기후
| 사카이미나토시의 기후                                        | 사카이미나토시의 기후 | 사카이미나토시의 기후 | 사카이미나토시의 기후 | 사카이미나토시의 기후 | 사카이미나토시의 기후 | 사카이미나토시의 기후 | 사카이미나토시의 기후 | 사카이미나토시의 기후 | 사카이미나토시의 기후 | 사카이미나토시의 기후 | 사카이미나토시의 기후 | 사카이미나토시의 기후 | 사카이미나토시의 기후 |
| 월                                                           | 1월                   | 2월                   | 3월                   | 4월                   | 5월                   | 6월                   | 7월                   | 8월                   | 9월                   | 10월                  | 11월                  | 12월                  | 연간                  |
| ------------------------------------------------------------ | --------------------- | --------------------- | --------------------- | --------------------- | --------------------- | --------------------- | --------------------- | --------------------- | --------------------- | --------------------- | --------------------- | --------------------- | --------------------- |
| 역대 최고 기온 °C (°F)                                       | 19.7 (67.5)           | 24.6 (76.3)           | 26.7 (80.1)           | 31.2 (88.2)           | 32.9 (91.2)           | 35.0 (95.0)           | 37.5 (99.5)           | 38.5 (101.3)          | 36.9 (98.4)           | 33.6 (92.5)           | 27.7 (81.9)           | 22.3 (72.1)           | 38.5 (101.3)          |
| 일평균 최고 기온 °C (°F)                                     | 8.3 (46.9)            | 9.2 (48.6)            | 12.8 (55.0)           | 18.4 (65.1)           | 23.1 (73.6)           | 26.0 (78.8)           | 29.9 (85.8)           | 31.5 (88.7)           | 27.0 (80.6)           | 22.1 (71.8)           | 16.7 (62.1)           | 11.0 (51.8)           | 19.7 (67.4)           |
| 일일 평균 기온 °C (°F)                                       | 4.9 (40.8)            | 5.3 (41.5)            | 8.3 (46.9)            | 13.3 (55.9)           | 18.1 (64.6)           | 21.8 (71.2)           | 25.9 (78.6)           | 27.3 (81.1)           | 23.2 (73.8)           | 17.8 (64.0)           | 12.4 (54.3)           | 7.3 (45.1)            | 15.5 (59.8)           |
| 일평균 최저 기온 °C (°F)                                     | 1.7 (35.1)            | 1.6 (34.9)            | 3.9 (39.0)            | 8.4 (47.1)            | 13.6 (56.5)           | 18.4 (65.1)           | 22.9 (73.2)           | 24.1 (75.4)           | 20.0 (68.0)           | 13.8 (56.8)           | 8.4 (47.1)            | 3.9 (39.0)            | 11.7 (53.1)           |
| 역대 최저 기온 °C (°F)                                       | −9.7 (14.5)           | −8.2 (17.2)           | −5.6 (21.9)           | −2.1 (28.2)           | 1.8 (35.2)            | 7.0 (44.6)            | 12.0 (53.6)           | 14.5 (58.1)           | 8.3 (46.9)            | 2.3 (36.1)            | −1.4 (29.5)           | −7.9 (17.8)           | −9.7 (14.5)           |
| 평균 강수량 mm (인치)                                        | 188.4 (7.42)          | 136.0 (5.35)          | 139.7 (5.50)          | 111.2 (4.38)          | 123.3 (4.85)          | 170.8 (6.72)          | 215.2 (8.47)          | 140.9 (5.55)          | 212.8 (8.38)          | 133.5 (5.26)          | 145.9 (5.74)          | 193.2 (7.61)          | 1,903.3 (74.93)       |
| 평균 강설량 cm (인치)                                        | 32 (13)               | 25 (9.8)              | 6 (2.4)               | 0 (0)                 | 0 (0)                 | 0 (0)                 | 0 (0)                 | 0 (0)                 | 0 (0)                 | 0 (0)                 | 0 (0)                 | 14 (5.5)              | 75 (30)               |
| 평균 강수일수 (≥ 1.0 mm)                                     | 19.6                  | 15.0                  | 13.2                  | 10.4                  | 9.1                   | 9.9                   | 11.0                  | 9.4                   | 10.8                  | 10.1                  | 13.0                  | 18.5                  | 150                   |
| 평균 강설일수 (≥ 1 cm)                                       | 7.1                   | 5.8                   | 1.1                   | 0                     | 0                     | 0                     | 0                     | 0                     | 0                     | 0                     | 0                     | 3.4                   | 17.4                  |
| 평균 상대 습도 (%)                                           | 74                    | 72                    | 69                    | 68                    | 70                    | 77                    | 79                    | 76                    | 77                    | 74                    | 73                    | 74                    | 74                    |
| 평균 월간 일조시간                                           | 63.0                  | 81.8                  | 137.9                 | 183.9                 | 208.9                 | 162.0                 | 174.3                 | 207.1                 | 147.5                 | 154.8                 | 109.2                 | 74.7                  | 1,705.1               |
| 출처: 일본 기상청 (평년값: 1991년~2020년, 극값: 1883년~현재) |                       |                       |                       |                       |                       |                       |                       |                       |                       |                       |                       |                       |                       |

## 자매 도시
- 중국 지린성 옌볜 조선족 자치주 훈춘시
- 대한민국 강원특별자치도 속초시
- 북한 강원도 원산시(1992년에 체결되었다가 2006년에 파기됨)

## 출신 인물
- 미나가와 다이스케
- 미즈키 시게루
- 아다치 다다시
- 오베 유미
- 오노 야스시
- 요네다 데쓰야
- 우에다 료지